# Gjumri
Gjumri (armenisch Գյումրի, traditionell Գիւմրի Giumri; englische und französische Transkription Gyumri) ist die zweitgrößte Stadt Armeniens und Hauptstadt der Provinz Schirak.

## Geografie

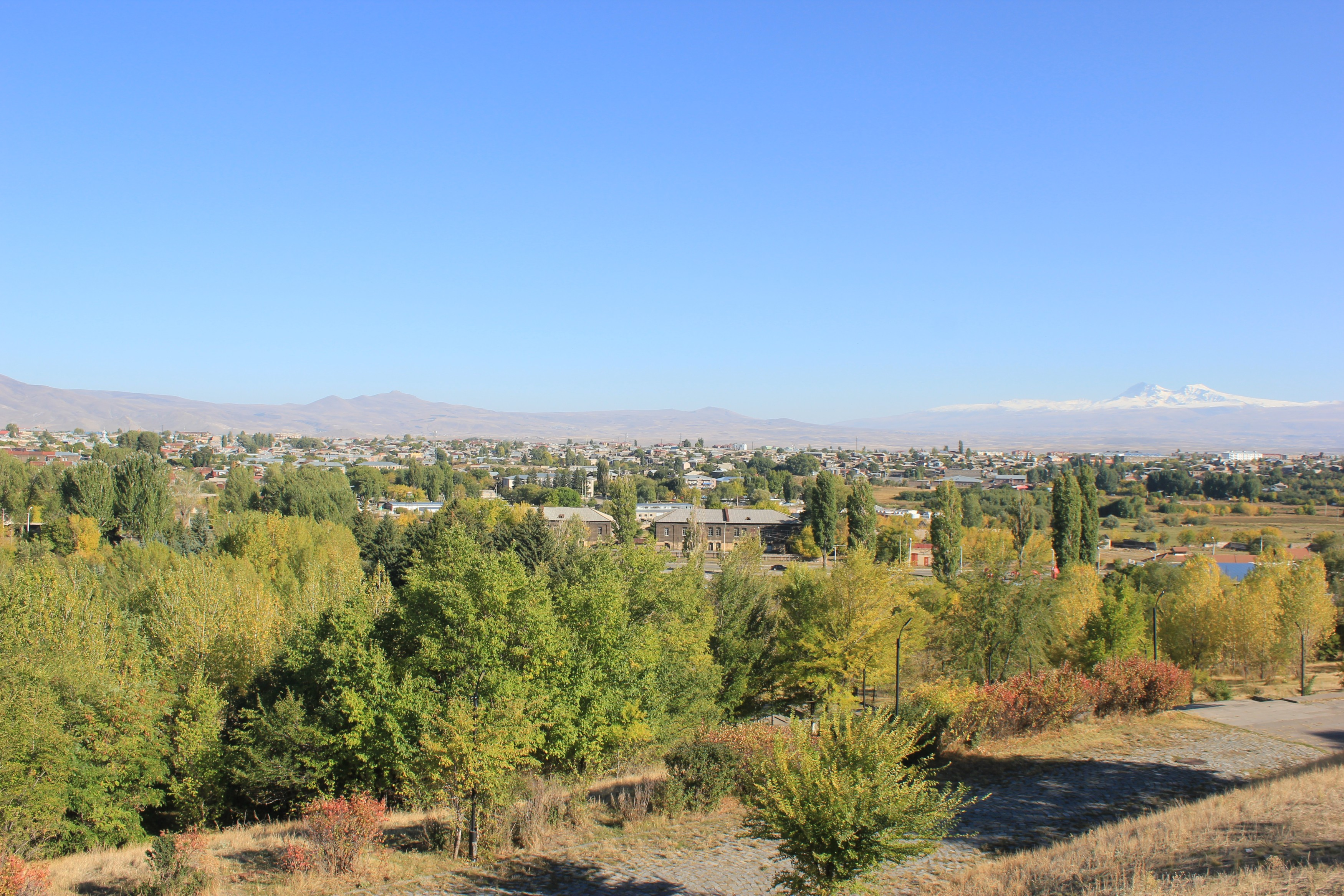
Blick über die Stadt mit dem Aragaz im Hintergrund

Gjumri liegt im Westen des Landes nahe der Grenze zur Türkei auf etwa 1592 m.

## Demografie
Die Stadt hat etwa 110.800 Einwohner (Stand 2023). Viele davon sprechen einen lokalen armenischen Dialekt.

## Geschichte

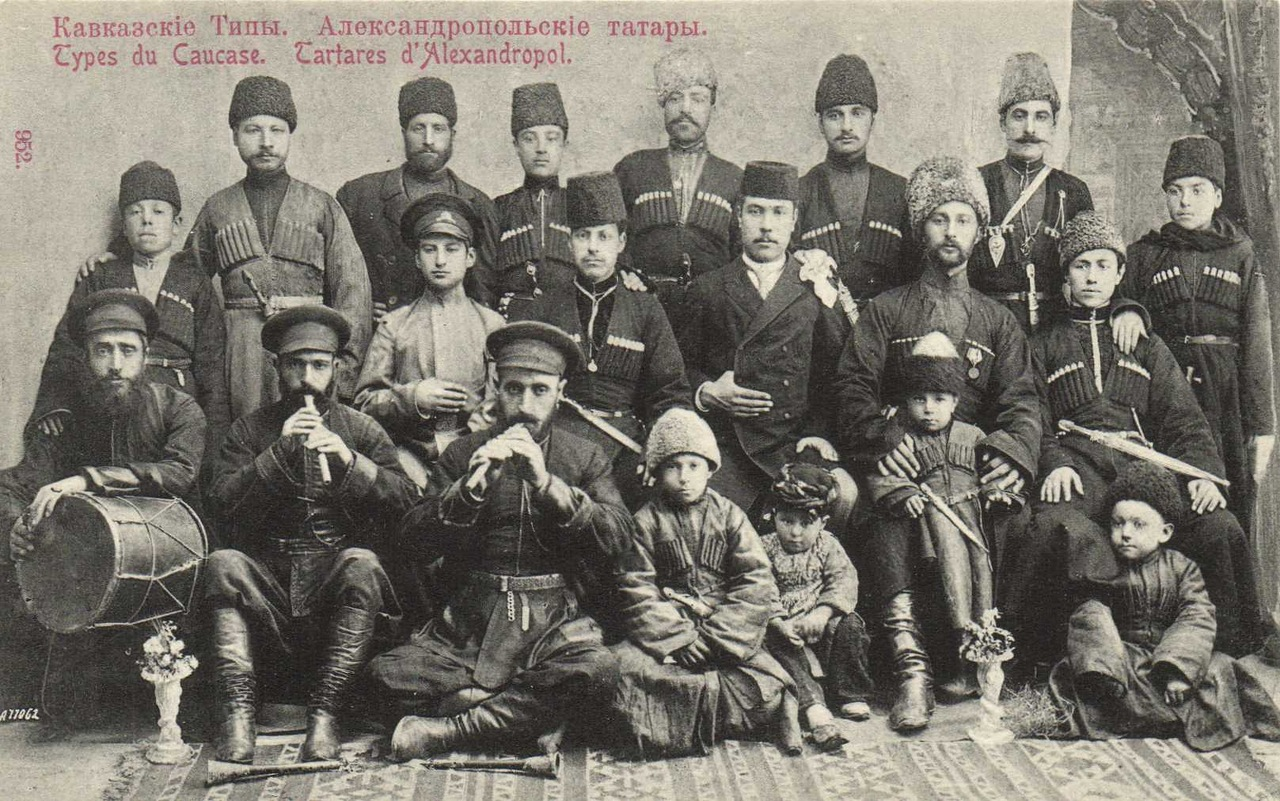
Tataren: Postkarte vor 1917. Erste Reihe: Musikgruppe mit einer Zylindertrommel (nağara), zwei Kurzoboen (balaban) und auf dem Boden zwei Kegeloboen (zurna).

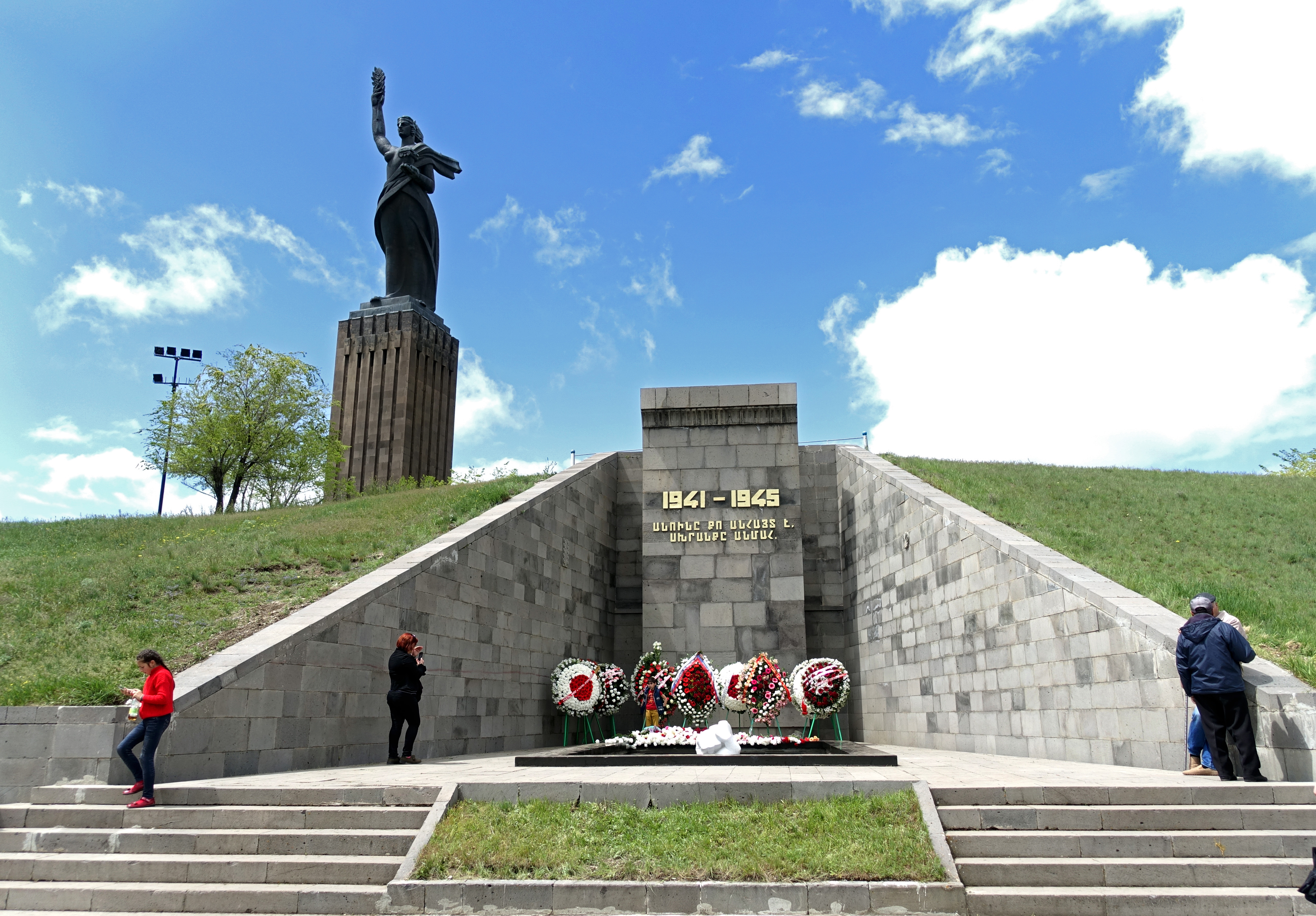
Vorn: Gedenkstätte für Gefallene des Zweiten Weltkriegs; im Hintergrund: Monument „Mutter Armenien“ (Ara Sargsjan, 1965; 1975 aufgestellt)

Der Ort war bereits seit der Antike sporadisch besiedelt. Die heutige Stadt entstand bei einer 1837 gegründeten russischen Festung. Sie teilte die wechselnden Schicksale Armeniens. Bis zum Ersten Weltkrieg war sie Hauptstadt eines Ujesds im Gouvernement Eriwan.
Im Kaiserreich Russland hieß die Stadt von 1840 bis 1924 Alexandropol (Александрополь, Ալեքսանրապոլ), anschließend, nach Wladimir Iljitsch Lenin benannt, von 1924 bis 1991 Leninakan (russisch Ленинакан, Լենինական) und 1991/1992 Kumajri (Կումայրի).
Am 7. Dezember 1988 erschütterte ein schweres Erdbeben die Region Lori im Norden der Armenischen SSR, bei dem 25.000 Menschen ums Leben kamen. Neben der Stadt Spitak, die nahezu vollständig zerstört wurde, wurden Leninakan und Kirowakan sowie viele umliegende Dörfer schwer beschädigt. Zahlreiche insbesondere nicht-sozialistische Länder beteiligten sich an den Wiederaufbauarbeiten. Dies spiegelt sich in der vielfältigen Architektur der Neubauten wider, die häufig typische Züge der betreffenden Länder aufweist.

## Bildung
In Gjumri befindet sich der Sitz zweier Universitäten, die Staatliche Universität Schirak, gegründet 1934 und benannt nach Mikael Nalbandian (1829–1866), und die private Fortschritt-Universität, gegründet 1990. Daneben haben mehrere Universitäten aus Jerewan jeweils einen Campus in der Stadt. Dazu zählen die Nationale Polytechnische Universität Armeniens, das Staatliche Konservatorium, die Hajbusak-Universität, die Armenische Staatliche Wirtschaftsuniversität, die Staatliche Kunstakademie, sowie das Staatliche Institut für Theater und Kinematographie.

## Kultur und Sport

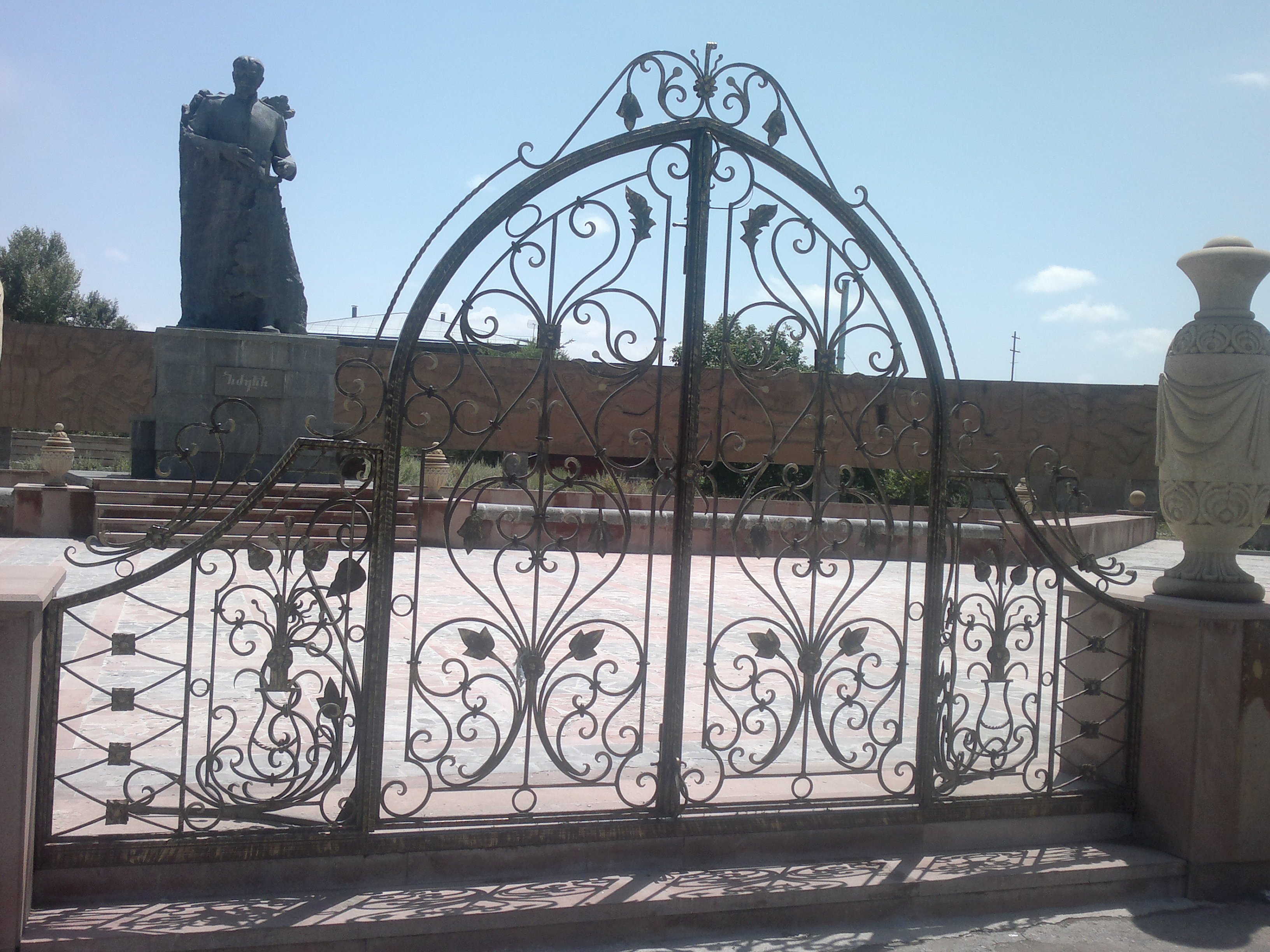
Schmiedekunst am Denkmal von Garegin Nschdeh in Gjumri

Etwa zehn Kilometer nordwestlich der Stadt stehen im Tal des Achurjan drei Kirchen aus dem 11. Jahrhundert des ehemaligen Klosters Marmaschen.
Das traditionelle Kunstschmiedehandwerk der Stadt wurde 2023 in die UNESCO-Liste des immateriellen Kulturerbes der Menschheit aufgenommen.
Außerdem beheimatet die Stadt den armenischen Erstligaverein FC Schirak Gjumri.

## Religion

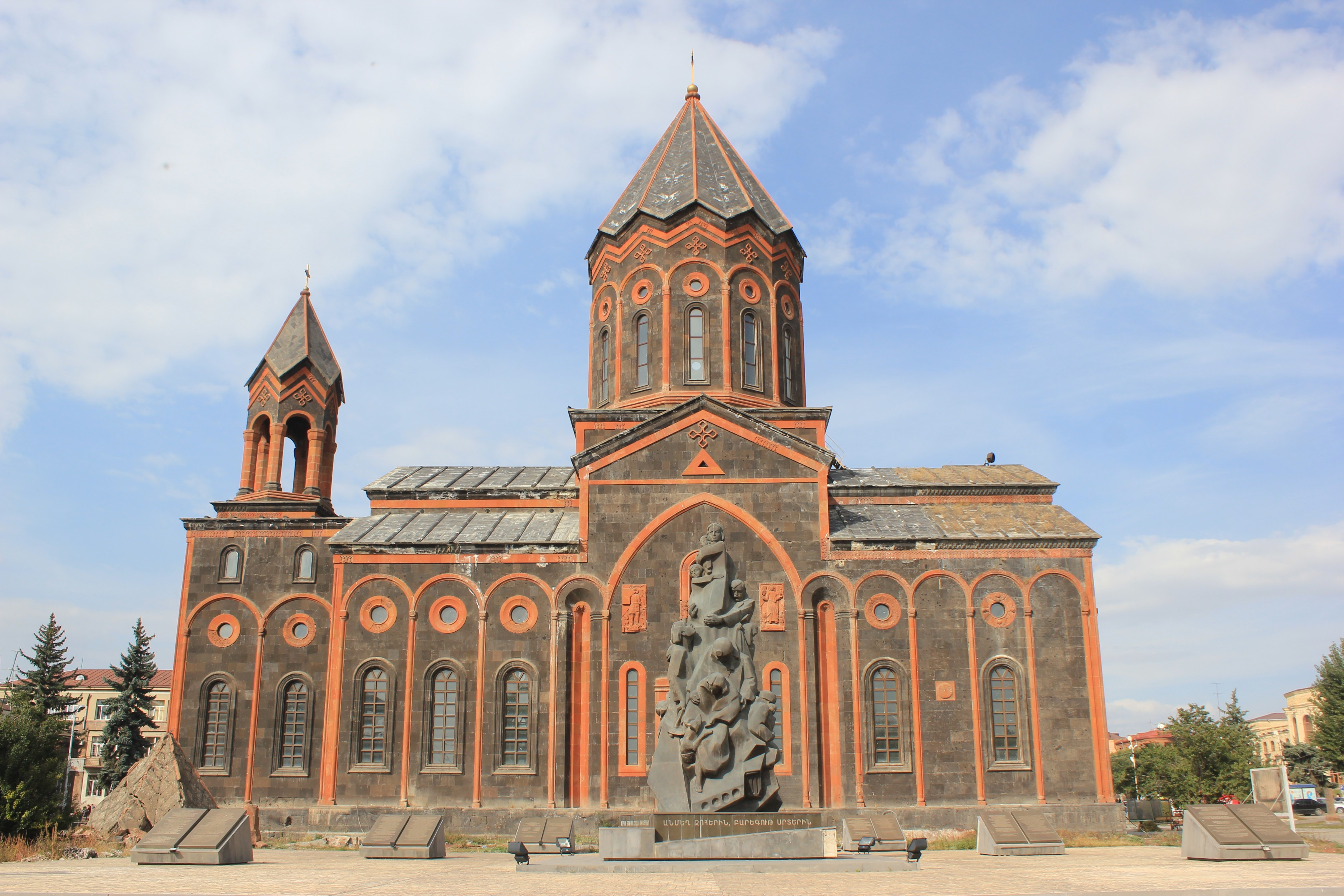
Die wieder aufgebaute Erlöserkirche (19. Jahrhundert) mit dem Denkmal für die Opfer des Erdbebens 1988

Die Stadt verfügt über mehrere intakte Kirchen, die zumeist der Armenischen Apostolischen Kirche angehören. Es handelt sich u. a. um die Kirche "Heiliges Zeichen" (St. Nshan), errichtet zwischen 1852 und 1856, die Erlöserkirche, errichtet zwischen 1859 und 1873, die Kirche „Sieben Wunden der Heiligen Mutter Gottes“, errichtet zwischen 1874 und 1886, die Kirche „St. Grigor Lusaworitsch“ aus dem 19. Jahrhundert, sowie die jüngere Kirche „St. Hakob Mtsbinetsi“ (2002), die Kapelle „St. Hripsime“ (1991) und die Kapelle „St. Sargis“ (2008).
Von der ältesten Kirche im Stadtgebiet, der Kumayri Basilica aus dem 7. Jahrhundert, sind nur noch Fundamente im Botanischen Garten erhalten.
Neben der Armenisch-Apostolischen Kirche hat auch die Armenisch-katholische Kirche eine Kirchenpräsenz in der Stadt. Die zwischen 1852 und 1855 erbaute „Kathedrale der Heiligen Märtyrer“ ist noch erhalten und befindet sich in der Haghtanaki Avenue direkt neben dem Museum für Nationale Architektur.
Im Süden der Stadt verfügt die Russisch-Orthodoxe Kirche über die Kirche „St. Arsenius, Erzbischof von Serbien“. Daneben existiert als Teil eines russischen Militärfriedhofs die Kirche „St. Nikolai der Wunderwirker“. Im Jahr 2009 wurde außerdem die "St. Alexandra Märtyrerkirche" auf Gjumris russischem Militärgelände neu eingeweiht, welche zwischen 1837 und 1842 als Teil der Festung von Alexandropol (Gjumri) errichtet worden war und im Jahr 1918 durch türkische Truppen zerstört wurde.
Die Zeugen Jehovas sind ebenso mit mindestens einem Gebetssaal („Königreichssaal“) in Gjumri präsent wie die Kirche Jesu Christi der Heiligen der Letzten Tage (Mormonen).
Im Jahr 1926 zerstörten ein Erdbeben und zwischen 1933 und 1934 endgültig die Sowjets die Kirche der Griechisch-orthodoxen Kirche „St. Georg“, welche sich am Siegespark an der Ecke der Spandaryan-Straße und Haghtanaki Avenue befand. Auch weitere historische Kirchengebäude sind in sowjetischer Zeit zerstört worden.

## Politik
Der Stadtrat setzt sich für die Wahlperiode 2021 bis 2026 aus 31 Ratsabgeordneten zusammen, welche sich auf fünf Fraktionen verteilen. Die größte Fraktion ist mit zwölf Abgeordneten die "Balasanjan-Allianz" (armenisch «Բալասանյան դաշինք» խմբակցություն), welche auch den Bürgermeister Wardges Samsonjan stellt. Knapp dahinter folgt mit elf Abgeordneten die Fraktion der Partei Zivilvertrag, welche auf Landesebene die Regierung stellt. Deutlich kleiner sind die Fraktionen "Zartonk" (armenisch «Զարթոնք» խմբակցություն) mit vier, sowie die Fraktionen "Republikaner" und "Land zum Leben" (armenisch «Ապրելու Երկիր» խմբակցություն) mit jeweils zwei Ratsabgeordneten.

## Wirtschaft
Im Bereich der Industrie weist die Stadt Teppichwebereien und Metall verarbeitende Fabriken auf. Die Arbeitslosigkeit ist nach den Verwüstungen durch das Erdbeben von Spitak 1988 hoch.
Es ist geplant, Gjumri zum IT-Zentrum Armeniens auszubauen. So gibt es seit 2014 ein Gyumri Technology Center, das den technologischen Fortschritt in der Region fördern soll, indem beispielsweise junge Menschen im Programmieren ausgebildet werden.

## Gesundheitswesen
Eine Besonderheit stellt das vom Deutschen Roten Kreuz Berlin betriebene „Gästehaus Berlin“ dar. Ein Zusammenschluss verschiedener Hilfsorganisationen aus West-Berlin wurde nach dem Erdbeben von 1988 beauftragt, eine Poliklinik zur medizinischen Versorgung zu errichten. Dafür wurde ein Gebäude an der Hauptstraße zur Verfügung gestellt. Da das westdeutsche Prinzip einer Poliklinik sowohl ambulante als auch stationäre Versorgung umfasst, wurde neben einem Ambulanzkomplex für die wichtigsten medizinischen Fächer auch eine Bettenstation errichtet; die sozialistische Variante der Poliklinik sah aber eine rein ambulante Versorgung vor, daher wurde diese bettenführende Abteilung nicht benötigt. Man entschloss sich daher, die Räume als Gästehaus umzunutzen. Diese aus den Umständen entwickelte Improvisation hat inzwischen dazu geführt, dass der ambulante medizinische Betrieb zum großen Teil aus eigenen Mitteln realisiert werden kann. Insbesondere sind im Gegensatz zu den anderen örtlichen medizinischen Einrichtungen Investitionen in moderne Gerätetechnik möglich.
Das Therapiezentrum Emili Aregak („Emils kleine Sonne“) am Stadtrand von Gjumri ist die erste armenische Einrichtung, die nach modernen Standards mit jungen Menschen mit Handicap arbeitet.

## Verkehr

### Flugverkehr
Fünf Kilometer südlich des Stadtzentrums liegt der Flughafen Gjumri, der zweitwichtigste Flughafen des Landes, und am westlichen Stadtrand eine Basis der Russischen Streitkräfte.

### Schienenverkehr

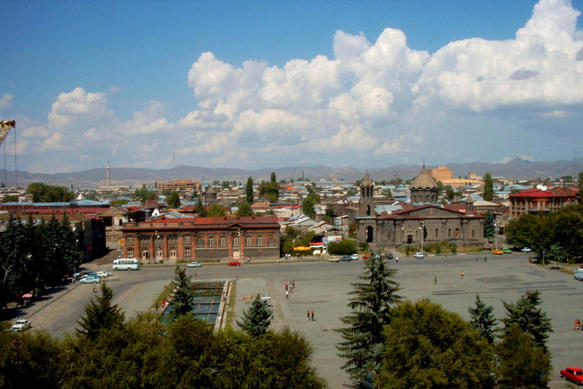
An der Nordseite des zentralen Platzes rechts die Muttergotteskirche (Surb Astvatsatsin) aus dem 19. Jahrhundert.

Die Stadt besitzt einen großen Bahnhof an der Bahnstrecke Tiflis–Jerewan.
Historisch war Gjumris Bedeutung im Schienenverkehr größer. 1899 erreichte mit der Strecke Tiflis–Kars die Eisenbahn die Stadt. 1902 wurde die in Gjumri von dieser Strecke abzweigende Bahn nach Jerewan eröffnet, die Stadt wurde zu einem wichtigen Eisenbahnknoten. In der Folge des Ersten Weltkriegs kam es zu einer neuen Grenzziehung zwischen der Sowjetunion und der Türkei. Die Grenze verlief nun unmittelbar westlich von Alexandropol, der nächste Bahnhof in Richtung Türkei, Achurian, wurde zum Grenzbahnhof. 1964 wurde ein Dreischienengleis (Normalspur, 1435 mm / russische Breitspur, 1524 mm) zwischen Kars (Türkei) und Leninakan in Betrieb genommen. Der grenzüberschreitende Personenverkehr mit der Bahn wurde 1988, der Güterverkehr 1990 eingestellt. Mit der Unabhängigkeit Armeniens 1991 und den folgenden tiefgreifenden Differenzen zwischen der Türkei und Armenien wurde der Übergang nie wieder geöffnet. Im Oktober 2017 wurde die Bahnlinie Kars–Achalkalaki–Tiflis–Baku von der Türkei sowie Georgien und Aserbaidschan als eine Umgehung Armeniens im Eisenbahnverkehr eröffnet.

### Oberleitungsbus
Von 1962 bis 2005 existierte ein Oberleitungsbus.

## Partnerstädte
Partnerstädte von Gjumri sind
| - Alexandria, Vereinigte Staaten, seit 1990 - Ashfield, Vereinigtes Königreich, seit 1998 - Thessaloniki, Griechenland, seit 2000 - Córdoba, Argentinien, seit 2002 - Plowdiw, Bulgarien, seit 2004 | - Osasco, Brasilien, seit 2006 - Créteil, Frankreich, seit 2009 - Mosdok, Russland, seit 2011 - Pitești, Rumänien, seit 2012 - Nardò, Italien, seit 2013 | - Xi’an, Volksrepublik China, seit 2013 - Białystok, Polen, seit 2013 - Domodedowo, Russland, seit 2014 - Glendale, Vereinigte Staaten, seit 2015 - Halle (Saale), Deutschland, seit 2023 |

## Söhne und Töchter der Stadt

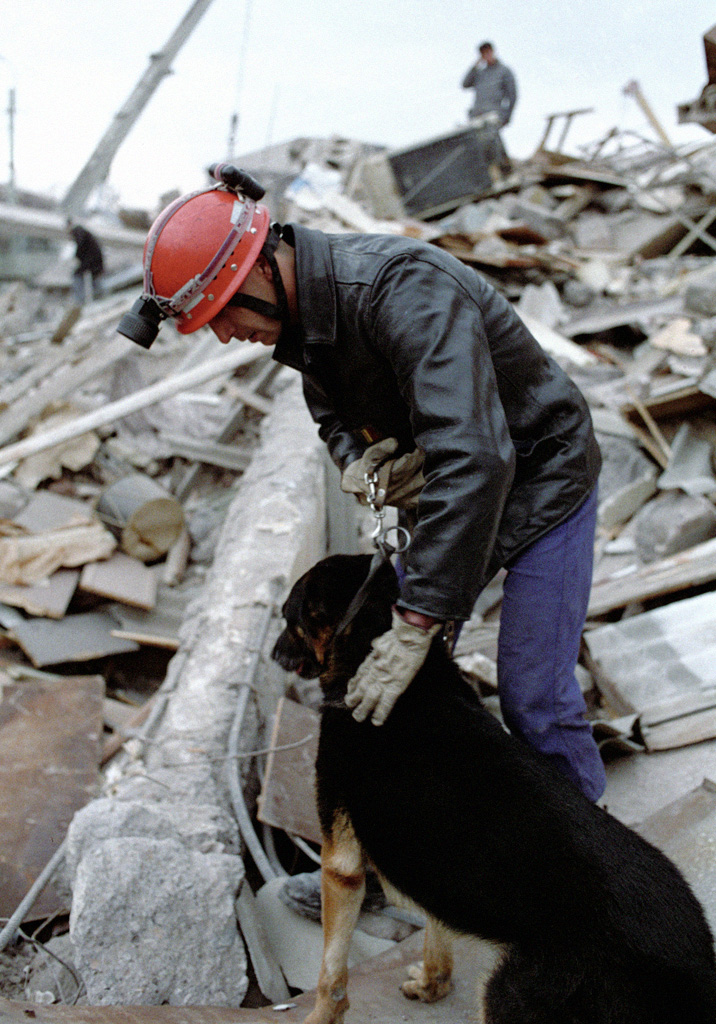
Französischer Katastrophenhelfer nach dem Erdbeben (11. Dezember 1988)

- Jerwand Lalajan (1864–1931), Ethnograph und Archäologe
- Georges I. Gurdjieff (vermutlich 1866–1949), armenisch-griechischer Esoteriker
- Garegin Chaschak (1867–1915), Journalist, Lehrer, Opfer des Völkermords an den Armeniern
- Armen Tigranjan (1879–1950), Komponist
- Sergei Merkurow (1881–1952), griechisch-russischer Bildhauer
- Olga Tschechowa (1897–1980), deutsche Schauspielerin
- Artasches Schahinjan (1907–1978), armenisch-sowjetischer Mathematiker und Hochschullehrer
- Levon Madoyan (1909–1964), Dudukspieler
- Hovhannes Schiras (1915–1984), Dichter
- Khachatur Avetisyan (1926–1996), Komponist
- Gohar Wardanjan (1926–2019), Agentin
- Geghuni Tschittschjan (* 1929), Komponistin
- Mher „Frunsik“ Mkrttschjan (1930–1993), Schauspieler
- Schak Suprikjan (1937–2011), sowjetischer Fußballspieler
- Araxi Arzrunowna Arutjunjan-Sarjan (1937–2013), Musikwissenschaftlerin
- Martun Israjeljan (* 1938), Komponist
- Artawasd Peleschjan (* 1938), Filmemacher
- Ada Gabrieljan (* 1941), Malerin
- Wasgen Manukjan (* 1946), Politiker, Verteidigungsminister und Abgeordneter
- Anuschawan Gassan-Dschalalow (* 1947), Ruderer
- Wartan Militosjan (1950–2015), Europameister im Gewichtheben
- Gennadi Nikolajewitsch Timtschenko (* 1952), Oligarch
- Sjarhej Martynau (* 1953), Diplomat, Politiker und Außenminister
- Jurij Serhejew (* 1956), Diplomat
- Jurik Wardanjan (1956–2018), Olympiasieger im Gewichtheben
- Sergei Babayan (* 1961), Pianist
- Lewon Dschulfalakjan (* 1964), Olympiasieger im Ringen
- Armen Darbinjan (* 1965), Politiker, Premierminister und Hochschuldirektor
- Robert Emmijan (* 1965), Weitspringer
- Nariné Simonian (* 1965), Pianistin, Orgelspielerin und Opern-Direktorin
- Mnazakan Iskandarjan (* 1967), Olympiasieger im Ringen
- Israjel Militosjan (* 1968), Olympiasieger im Gewichtheben
- Armen Martirosjan (* 1969), Dreispringer
- Harut Wardanjan (* 1970), Fußballspieler
- Artur Petrosjan (* 1971), Fußballspieler
- Arewik Petrosjan (* 1972), Politikerin und Juristin
- Mchitar Manukjan (* 1973), Ringer
- Ara Abrahamian (* 1975), schwedischer Ringer
- Artiom Kiourengian (* 1976), griechischer Ringer
- Geworg Dawtjan (* 1983), Europameister im Gewichtheben
- Howhannes Dawtjan (* 1983), Judoka
- Tigran Wardan Martirosjan (* 1983), Europameister im Gewichtheben
- Nasik Awdaljan (* 1986), Weltmeisterin im Gewichtheben
- Hrajr Mkojan (* 1986), Fußballspieler
- Arsen Dschulfalakjan (* 1987), Olympiasieger im Ringen
- Tigran Hamasyan (* 1987), Jazzpianist
- Meline Dalusjan (* 1988), Europameisterin im Gewichtheben
- Tigran Geworg Martirosjan (* 1988), Weltmeister im Gewichtheben
- Kristine Chatschatrjan (* 1989), Skilangläuferin
- Lilit Harutjunjan (* 1993), Leichtathletin
- Gor Minasjan (* 1994), Gewichtheber
- Artur Howhannisjan (* 1996), Boxer
- Dawit Tschalojan (* 1997), Boxer
- Wahan Bitschachtschjan (* 1999), Fußballspieler